# Кучевищки манастир
Кучевищкият манастир „Свети Архангели Михаил и Гавриил“ (на македонска литературна норма: Кучевишки манастир) е православен манастир в северната част на Северна Македония. В миналото е част от Охридската архиепископия, след това от Българската екзархия, а днес – от Скопската епархия на Македонската православна църква – Охридска архиепископия.

## География
Манастирът е разположен в склоновете на Скопска Църна гора, на 700 m, на Кучевищката река, на няколко километра северно от скопското село Кучевище и на 15 километра северозападно от Скопие.

## История
Главната църква на манастира „Свети Архангели“ е издигната между Черноменската (1371) и Косовската битка (1389). Нейният план във формата на троен лист с доминантен купол напомня на светогорските църкви. Градежната техника, известна като клоазон, е характерна за елитните строежи.
През XIX век манастирът преживява възраждане и става богословски училищен център с богата библиотека и ценни богослужебни предмети. Получава нов иконостас в 1843 година и икони в 1846 година. Доизграден е и южният конак. Този възход се свързва с тогавашния игумен, йеромонах Мисаил от тетовското село Копаница.
Манастирът запустява през Балканските войни.
На 19 септември 2012 година е сключено споразумение между посланика на САЩ в Северна Македония Пол Уолърс и министъра на културата Елизабета Канческа-Милевска за предоставяне на 98 000 долара по линия на Посланическия фонд за опазване на културното наследство за реставрационни работи в манастира.